# WWA World Trios Championship
Il WWA Trios Championship (Campeonato Mundial de Trios de la WWA in lingua spagnola) è un titolo della federazione messicana di lucha libre World Wrestling Association (WWA).
Il titolo è combattuto a sei lottatori suddivisi in tre tag team ed è attivo dal 1989.

## Storia
Introdotto nel 1989, fu abbandonato nel 1998 e ripreso nel 2013.

## Albo d'oro
Le righe verdi vuote indicano che non è nota la storia del titolo in quel periodo.
| Lottatore                                                                | Regni | Data              | Luogo               | Note                                                                                |
| ------------------------------------------------------------------------ | ----- | ----------------- | ------------------- | ----------------------------------------------------------------------------------- |
| Zandokan, Khaos e Sicódelico                                             | 1     | 1989              |                     |                                                                                     |
| The American Mercenaries (Bill Anderson, Louie Spicolli e Tim Patterson) | 1     | 29 aprile 1989    | Tijuana, Messico    |                                                                                     |
| Villano III, Villano IV e Villano V                                      | 1     | 1989              | Tijuana             |                                                                                     |
|                                                                          |       |                   |                     |                                                                                     |
| Los Guerreros (Chavo, Mando ed Eddie Guerrero)                           | 1     | 1989              |                     |                                                                                     |
| The American Mercinaries (Bill Anderson, Louie Spicolli e Tim Patterson) | 2     | 28 luglio 1989    | Tijuana             |                                                                                     |
| Kiss, Ultraman 2000 e Aguila de Americano                                | 1     | 20 dicembre 1991  | Tijuana             |                                                                                     |
|                                                                          |       |                   |                     |                                                                                     |
| Fuerza Guerrera, Juventud Guerrera e Psicosis                            | 1     | 30 aprile 1995    | Tonalá              |                                                                                     |
| Vacante                                                                  |       | Settembre 1995    |                     | Reso vacante perché i campioni lasciarono la federazione.                           |
|                                                                          |       |                   |                     |                                                                                     |
| Kiss, Ultraman 2000 e Aguila de Americano                                | 2     | Novembre 1995     |                     |                                                                                     |
|                                                                          |       |                   |                     |                                                                                     |
| Vacante                                                                  |       | Maggio 1998       |                     |                                                                                     |
| Los Brazos (Brazo de Oro, Brazo de Plata e El Brazo)                     | 1     | 12 giugno 1998    | Tijuana             | Sconfissero Los Villanos.                                                           |
| Inattivo                                                                 |       | 1998              |                     | Reso inattivo poiché Los Brazos sciolsero il tema.                                  |
| El Trío Fantasma (Super Muñeco, Super Pinocho and Super Raton)           | 1     | 1º settembre 2013 | Tlalnepantla de Baz | Sconfissero Black Terry, Scorpio Jr. e Shu El Guerrero e vinsero il titolo vacante. |
| La Secta Negra (Carta Brava Jr., Cerebro Negro e Fantasma de la Opera)   | 1     | 14 luglio 2014    | Tlalnepantla de Baz |                                                                                     |
| Trio Fantasia (Super Muñeco, Super Pincocho and Super Raton)             | 1     | 14 dicembre 2013  | Tampico             |                                                                                     |